# ヴォルタ館
ヴォルタ館（ヴォルタかん、英語: Volta Electric Theatre、英語: Volta Cinematograph、英語: Cinematograph Volta）、別名ライシアム・ピクチャー・シアター (Lyceum Picture Theatre) はアイルランドのダブリン、メアリー・ストリート45番地にあった映画館である。アイルランドに初めてできた映画館であり、ジェイムズ・ジョイスが創設に関わったことで知られている。

## 来歴
1900年代初め頃は各地で映画が人気を博していたため、作家のジェイムズ・ジョイスは当時オーストリア＝ハンガリー帝国の一部であったトリエステを訪ねた後、イタリア人の友人の支援も得て、アイルランドに映画館を作ろうと考えた。1909年にジョイスはトリエステの実業家ふたりとダブリンに戻り、メアリー・ストリートの以前は金物商だった建物を見つけた。この時ジョイスはダブリンに戻って永住するつもりはなかったという。ジョイスはコークやベルファストにも行って映画館が開けないか検討したというが、これは実現しなかった。1909年12月20日、メアリー・ストリート45番地にダブリン最初の映画館であるヴォルタ館がオープンした。初日の夜には喜劇映画Devilled Crabs (1909)、ミステリ映画 Bewitched Castle (1909)、La Pouponnièrre (1909)、The First Paris Orphanage (1908)、Beatrice Cency (Beatrice Cenci, 1909) が上映された。
初めは行列ができるほどの人気であったが、イタリアやフランスなどの映画ばかりで内容がダブリン市民の生活ぶりからかけ離れていたこともあり、すぐに入場者が減ってしまった。1910年1月にはジョイスは経営をトリエステ出身の実業家であるフランチェスコ・ノヴァクにまかせてダブリンを発った。開館から半年ほどでヴォルタ館の経営は悪化した。
1919年にとうとうヴォルタ館は閉館した。ブリティッシュ・プロヴィンシャル・シネマ・カンパニーに買い取られ、ライシアムと改名して1921年に営業再開した。1948年までは映画館として営業を続けていた。1969年にもともと映画館だった場所にペニーズができた。

## 影響
ヴォルタ館の事業じたいはうまくいかなかったが、1910年代にはダブリン市内に他にも映画館がいくつもできるようになった。
映画館事業は失敗したものの、ジョイスの作品は当時の映画からさまざまな影響を受けていると考えられる。ヴォルタ館は開館時にサンドイッチマンを雇ったが、『ユリシーズ』にもサンドイッチマンが登場している。
ヴォルタという名称は今もアイルランド映画の関連事業などで歴史を記念して使用されることがある。ダブリン国際映画祭で映画への貢献を称える賞はヴォルタ賞と名付けられている。Shift72が提供しているアイルランドの映像作品のストリーミングサービスはヴォルタという名称である。